# Doddagatta, Kadur
Doddagatta là một làng thuộc tehsil Kadur, huyện Chikmagalur, bang Karnataka, Ấn Độ.